# Taison
Taison Barcellos Freda (Pelotas, Brasil, 13 de enero de 1988) es un futbolista brasileño que juega de extremo en el PAOK de Salónica F. C. de la Superliga de Grecia.

## Selección nacional
Es convocado a la selección brasileña desde 2011, jugando 8 partidos y marcando 1 gol. A fines de mayo de 2018, fue convocado para integrar la selección de 23 jugadores que representaría a Brasil en el Mundial de Rusia 2018.

### Participaciones en Copas del Mundo
| Mundial                        | Sede  | Resultado        |
| ------------------------------ | ----- | ---------------- |
| Copa Mundial de Fútbol de 2018 | Rusia | Cuartos de final |

## Clubes
| Club                   | País    | Año       |
| ---------------------- | ------- | --------- |
| S. C. Internacional    | Brasil  | 2008-2010 |
| F. C. Metalist Járkov  | Ucrania | 2010-2013 |
| F. K. Shakhtar Donetsk | Ucrania | 2013-2021 |
| S. C. Internacional    | Brasil  | 2021-2023 |
| PAOK de Salónica F. C. | Grecia  | 2023-     |

## Palmarés

### Campeonatos regionales
| Título                 | Club                | Estado             | Año  |
| ---------------------- | ------------------- | ------------------ | ---- |
| Taça Fernando Carvalho | S. C. Internacional | Río Grande del Sur | 2009 |
| Taça Fábio Koff        | S. C. Internacional | Río Grande del Sur | 2009 |
| Gauchão                | S. C. Internacional | Río Grande del Sur | 2009 |
| Taça Fábio Koff        | S. C. Internacional | Río Grande del Sur | 2010 |

### Campeonatos nacionales
| Título                  | Club                   | País    | Año     |
| ----------------------- | ---------------------- | ------- | ------- |
| Liga Premier de Ucrania | F. K. Shajtar Donetsk  | Ucrania | 2012-13 |
| Copa de Ucrania         | F. K. Shajtar Donetsk  | Ucrania | 2012-13 |
| Supercopa de Ucrania    | F. K. Shajtar Donetsk  | Ucrania | 2013    |
| Liga Premier de Ucrania | F. K. Shajtar Donetsk  | Ucrania | 2013-14 |
| Supercopa de Ucrania    | F. K. Shajtar Donetsk  | Ucrania | 2014    |
| Supercopa de Ucrania    | F. K. Shajtar Donetsk  | Ucrania | 2015    |
| Copa de Ucrania         | F. K. Shajtar Donetsk  | Ucrania | 2015-16 |
| Liga Premier de Ucrania | F. K. Shajtar Donetsk  | Ucrania | 2016-17 |
| Copa de Ucrania         | F. K. Shajtar Donetsk  | Ucrania | 2016-17 |
| Supercopa de Ucrania    | F. K. Shajtar Donetsk  | Ucrania | 2017    |
| Copa de Ucrania         | F. K. Shajtar Donetsk  | Ucrania | 2017-18 |
| Liga Premier de Ucrania | F. K. Shajtar Donetsk  | Ucrania | 2017-18 |
| Copa de Ucrania         | F. K. Shajtar Donetsk  | Ucrania | 2018-19 |
| Liga Premier de Ucrania | F. K. Shajtar Donetsk  | Ucrania | 2018-19 |
| Liga Premier de Ucrania | F. K. Shajtar Donetsk  | Ucrania | 2019-20 |
| Superliga de Grecia     | PAOK de Salónica F. C. | Grecia  | 2023-24 |

### Campeonatos internacionales
| Título                       | Club                | Sede         | Año  |
| ---------------------------- | ------------------- | ------------ | ---- |
| Copa Sudamericana            | S. C. Internacional | Porto Alegre | 2008 |
| Copa Suruga Bank             | S. C. Internacional | Ōita         | 2009 |
| Copa Libertadores de América | S. C. Internacional | Porto Alegre | 2010 |